# Воронежское (Костанайская область)
Воронежское (каз. Воронеж) — упразднённое село в Тарановском районе Костанайской области Казахстана. Входило в состав Тарановского сельского округа. Исключено из учётных данных в 2017 г. Код КАТО — 396430200.

## Население
В 1999 году население села составляло 297 человек (143 мужчины и 154 женщины). По данным переписи 2009 года, в селе проживало 120 человек (61 мужчина и 59 женщин).
По данным на 1 июля 2013 года население села составляло 84 человека.